# 炭素過剰金属欠乏星
炭素過剰金属欠乏星（Carbon enhanced metal poor star, CEMP）とは恒星の分類の一つ。金属量の少ない化学特異星に見られるクラスであり、組成に占める鉄原子が少ない金属欠乏星のうち、鉄原子に対して炭素原子が過剰に存在するものをいう。具体的には [Fe/H] が-1以下、すなわち太陽の組成と比べて鉄原子の水素原子に対する比率が10分の1以下の恒星で、なおかつ [C/Fe] が+1.0以上、すなわち太陽の組成と比べて炭素原子と鉄原子の比率が10倍以上に達するものをいう。ただし研究によっては [C/Fe] の閾値として+0.7（約5倍）などの異なる値を採用している場合もある。
CEMPは金属量の低い恒星になるほど高い頻度で見られるようになる。[Fe/H] が-2以下の恒星で15～20%、-3以下の恒星で約30%、-4以下の恒星で約75%がCEMPである。CEMPは炭素星とは異なる起源を持つと考えられているが、炭素星と同様にスペクトルにはスワンバンドの特徴的な吸収線が見られる。
CEMPは元素組成の違いによって次のサブクラスに分かれる。
- CEMP-s - s過程で合成される元素が過剰に存在する。
- CEMP-r/s - r過程とs過程で合成される元素の双方が過剰に存在する。
- CEMP-no - r過程とs過程元素のいずれも過剰ではない。

それぞれサブクラスが占める割合は銀河の領域によって差がある。銀河系ではハローの外側にあるCEMPは内側と比べてCEMP-noサブクラスの比率が高い。
CEMPが形成されるプロセスとしては2つが考えられている。一つは、金属量の低い連星系で主星が漸近巨星分枝星となり、炭素に富んだ物質が伴星に移転した場合である。もう一つは、金属量の低い環境で第一世代の恒星が超新星を起こし、炭素に富む星間物質がまき散らされ、その物質から恒星が生まれた場合である。